# Twin Twin
Twin Twin er en fransk musikgruppe, der repræsenterede Frankrig ved Eurovision Song Contest 2014 i København med nummeret "Moustache".

## Biografi
Twin Twin består af Lorent Idir og François Djemel, der er tvillinger, deraf bandnavnet, samt Patrick Biyik. Gruppen detog som et ud af tre navne i Les Chanson d'Abord, den franske forhåndsudvælgelse til Eurovision Song Contest 2014 med nummeret "Moustache". Mellem den 26. januar og den 23. februar kunne folk stemme på de tre deltagere ved hjælp af en internetafstemning, og den 2. marts 2014 blev Twin Twin udråbt som vinder af konkurrencen. "Moustache" nåede en 26. plads ved Eurovisionsfinalen den 10. maj og gav dermed Frankrig landets første sidsteplads i konkurrencens historie.